# Bauhof (Bolsterlang)
Bauhof (mundartlich: Bühof, Boihof) ist ein Gemeindeteil der Gemeinde Bolsterlang im bayerisch-schwäbischen Landkreis Oberallgäu. 

## Geographie
Der Weiler liegt circa 1,5 Kilometer nördlich des Hauptorts Bolsterlang am Fuße des Rangiswanger Horns.

## Ortsname
Bauhof bezieht sich auf ein Haus eines Landgutes. Es bezieht sich auf den Burgstall Kierwang.

## Geschichte
Bauhof wurde erstmals urkundlich im Jahr 1432 als Buhof erwähnt. Der Bauhof gehörte zum Burgstall Kierwang. 1432 siedelte der Besitzer der Burg im Bauhof, die Burg war vermutlich zu dieser Zeit schon aufgegeben worden.